# کوه پارون
کوه پارون (به اسپانیایی: Parón) یک کوه در پرو است که در Peru, Ancash Region واقع شده‌است. کوه پارون ۵۶۰٬۰۰۰ متر بالاتر از سطح دریا واقع شده‌است.